# Meteorium crispifolium
Meteorium crispifolium är en bladmossart som beskrevs av Theodor Carl Karl Julius Herzog 1926. Meteorium crispifolium ingår i släktet Meteorium och familjen Meteoriaceae. Inga underarter finns listade i Catalogue of Life.